# Wilgenschorsschijfje
Het wilgenschorsschijfje (Diatrype bullata) is een schimmel behorend tot de familie Diatrypaceae. Het leeft op dode wilgentakken in vochtige struwelen en grienden. 

## Kenmerken
Het vruchtlichaam is plat kussenvormig, meestal langwerpig en heeft een diameter van 4 tot 8 mm. Het groeien uit het hout en breekt door de schors. Na het doorbreken van de bast hebben ze een min of meer veelhoekige en ronde vorm. Het oppervlak is bruinzwart, de binnenkant is witachtig. Bedekt met zeer kleine papillaire putjes met een diameter van 0,2 tot 0,4 mm.
De ascus is 8-sporig en meet 40-50 × 5-6 µm. De ascosporen zijn cilindrisch, gebogen, lichtbruin, glad, 5-7,5 × 1,5-2 µm groot. Ze zijn gerangschikt in een rij in een sporenzakje.

## Verspreiding
Het wilgenschorsschijfje komt het talrijkst voor in Europa, maar er zijn ook waarnemingen bekend uit Noord-Amerika, Rusland, Marokko en Nieuw-Zeeland. 
Het komt vrij algemeen in Nederland voor. Het is niet bedreigd en staat niet op de rode lijst.